# ديفيد هارتفورد
ديفيد هارتفورد (بالإنجليزية: David Hartford)‏ هو ممثل أمريكي، ولد في 11 يناير 1873 في الولايات المتحدة، وتوفي بنفس المكان في 30 أكتوبر 1932 بسبب نوبة قلبية.

## وصلات خارجية
- ديفيد هارتفورد على موقع IMDb (الإنجليزية)
- ديفيد هارتفورد على موقع أول موفي (الإنجليزية)
- ديفيد هارتفورد على موقع قاعدة بيانات الأفلام السويدية (السويدية)
- ديفيد هارتفورد على موقع قاعدة بيانات الفيلم (الإنجليزية)
- ديفيد هارتفورد على موقع كينوبويسك (الروسية)